# Limfografia
La limfografia és un mitjà de diagnosi que consisteix en l'obtenció d'imatges radiològiques dels ganglis i vasos limfàtics que es vulguin estudiar mitjançant l'ús d'una font emissora de radiació ionitzant (raigs X), una fluoroscòpia o una font emissora de radiació ionitzant contínua. Es necessita també un mitjà de contrast radiològic iodat, un monitor i un ordinador.
La limfangiografia és el mateix procediment, s'utilitza només per visualitzar els vasos limfàtics. La pel·lícula o imatge de raigs X dels vasos limfàtics i dels ganglis limfàtics s'anomena limfograma o limfangiograma .

## Etimologia
El nom prové de les paraules gregues "Λέμφος" ("Lemphos") ("limfa"), "limfa d'aigua" i "graphien" "Γραφή" ("Grafia"), "escriure o gravar".

## Ús
La limfografia s'utilitza per visualitzar les estructures del sistema limfàtic, inclosos els ganglis limfàtics, els conductes limfàtics, els teixits limfàtics, els capil·lars limfàtics i els vasos limfàtics. Es pot utilitzar durant l'embolització del conducte toràcic.
La limfografia no s'utilitza habitualment a la medicina moderna des de l'adopció de les tecnologies d'exploració de TC i PET.

## Riscos
La limfografia es considera generalment un procediment molt segur. La reacció adversa més greu sol ser una possible reacció al·lèrgica a l'agent de contrast injectat.
La limfografia és sovint un procediment invasiu. Pot ser difícil accedir als vasos limfàtics, ja que solen ser molt estrets i difícils de localitzar. El procediment també triga molt a realitzar-se.

## Tècnica
S'introdueix una agulla o un catèter en un vas limfàtic al peu o al braç. S'injecta un agent de contrast al vas limfàtic. Això pot ser al voltant de 2 a 4 mil·lilitres de solució de iotrolan o iodixanol. Això es realitza a una velocitat molt lenta d'uns 0,1 mil·lilitres per minut. Això evita danys al vas limfàtic i altera la velocitat normal del flux limfàtic. Pot trigar aproximadament entre 60 i 90 minuts perquè s'injecti tot el medi de contrast. Un cop s'injecta el medi de contrast, s'elimina el catèter i les incisions es cusen i s'embenen.
S'utilitza un fluoroscopi per tal de seguir el colorant mentre s'estén pel sistema limfàtic a través de les cames, a l'engonal i al llarg de la part posterior de la cavitat abdominal. Es fan radiografies de les cames, la pelvis, l'abdomen i el tòrax. L'endemà, es pot fer un altre conjunt de raigs X.
Si s'està estudiant un lloc de càncer (càncer de mama o melanoma) per avaluar la propagació, s'injecta una barreja de colorant blau i un traçador radioactiu al costat de la massa. Les càmeres especials detecten la propagació del traçador al llarg dels canals limfàtics fins als ganglis limfàtics perifèrics. A continuació, un cirurgià utilitzarà el colorant blau visible o la radioactivitat dins dels nodes per guiar la biòpsia dins dels teixits adjacents (com l'aixella per al càncer de mama) per determinar les possibles rutes de propagació del càncer.